# Michal Šulla
Michal Šulla (ur. 15 lipca 1991 w Myjavie) – słowacki piłkarz, grający na pozycji bramkarza w słowackim klubie Slovan Bratysława. Wychowanek FK Senicy, w której rozpoczął seniorską karierę. W swojej karierze grał także w MFK Vrbové oraz Spartaku Myjava. Były młodzieżowy i seniorski reprezentant Słowacji.

## Kariera klubowa
Wychowanek FK Senica. Przed sezonem 2009/2010 przebił się do pierwszej drużyny. Początkowo był tylko trzecim bramkarzem, więc z powodu chęci częstszej gry udał się na wypożyczenie do klubu MFK Vrbová, występującego wówczas w trzeciej klasie rozgrywkowej. Latem 2012 roku wrócił do Senicy, a w jesiennej części sezonu 2012/2013 był zmiennikiem Milana Švengra, dlatego poprosił o ponowne wypożyczenie. W sierpniu 2012 udał się na półroczne wypożyczenie do debiutującego wówczas w rozgrywkach ekstraklasy Spartaka Myjava, gdzie trafił jako zmiennik, kontuzjowanego wówczas pierwszego bramkarza, Petera Solnički. 1 września 2012 zadebiutował w Spartaku, podczas meczu przeciwko Tatranowi Preszów (wygrana 2:0).
Po powrocie z wypożyczenia, 2 kwietnia 2013, zaliczył swój ligowy debiut pod wodzą trenera Vladimíra Koníka, w 24. kolejce I ligi, ponownie przeciwko Tatranowi Preszów (wygrana 1:0), kiedy to w 44. minucie meczu zastąpił kontuzjowanego Švengra.
W zimowym okresie transferowym 2017/2018 podpisał trzyipółletni kontrakt ze Slovanem Bratysława, który wyrażał zainteresowanie bramkarzem, już latem 2017 roku. Zadebiutował w koszulce bratysławskiego klubu 18 lutego 2018, w meczu 20. kolejki rozegranym z Zemplínem Michalovce (remis 1:1), rozegrał cały mecz.

## Kariera reprezentacyjna

### Słowacja U-19
W 2010 rozegrał 2 mecze w reprezentacji Słowacji do lat 19.

### Słowacja U-21
W reprezentacji Słowacji do lat 21. rozegrał 8 meczów, w których zachował dwa czyste konta – z Ukrainą i Kazachstanem. Z kadrą brał udział w eliminacjach do Euro U-21 2013 w Izraelu, która odpadła w fazie play-off z reprezentacją Holandii (dwumecz zakończony wynikiem 0:4).

### Słowacja
Šulla został powołany na dwa nieoficjalne mecze towarzyskie w styczniu 2017. Zadebiutował 8 stycznia 2017 przeciwko Ugandzie, wpuszczając dwie bramki w pierwszej połowie – Mosesa Oloyi (6. minuta) i Faruka Miyi (14. minuta). Słowacja przegrała wówczas 1:3.
Kolejny występ w reprezentacji, to finałowy mecz Pucharu Króla Tajlandii 2018, rozegrany 25 marca 2018, przeciwko Tajlandii (Słowacja wygrała 3:2). W 42. minucie spotkania Šulla sprokurował bramkę. Jego próba podania do Róberta Mazáňa trafiła prosto pod nogi Teerasila Dangdy, który podał piłkę do Jakkaphana Kaewproma, który to z kolei skierował piłkę do pustej bramki.
Trzeci i ostatni mecz w reprezentacji, to towarzyskie spotkanie z Marokiem (przegrana 1:2), rozegrane 4 czerwca 2018. Następnie Šulla został powołany na dwa mecze z Czechami i Szwecją w dniach 13 października i 16 października 2018. Nie zagrał w żadnym z tych meczów, ale był zamieszany w kontrowersje, które doprowadziły do rezygnacji Jána Kozáka, najdłużej pracującego i najbardziej utytułowanego selekcjonera Słowacji, który również wprowadził Šullę do drużyny narodowej.

## Sukcesy

### Klubowe
Slovan Bratysława
- Mistrzostwo Słowacji: 2018/2019, 2019/2020, 2020/2021, 2021/2022
- Zdobywca Pucharu Słowacji: 2017/2018, 2019/2020, 2020/2021

## Kontrowersje
Michal Šulla, wraz z Martinem Dúbravką, Norbertem Gyömbérem, Stanislavem Lobotką, Ľubomírem Šatką, Milanem Škriniarem i Vladimírem Weissem, naruszył kodeks postępowania zawodnika kadry narodowej. W nocy z 13 na 14 października 2018, po przegranej w drugim meczu w ramach Ligi Narodów UEFA, z Czechami (1:2), piłkarze opuścili hotel i wyszli do klubu. Zostali przyłapani przez selekcjonera koło północy, przyznając się do zajścia i przepraszając w ciągu następnego dnia. Następnie Kozák zrezygnował z pracy w drużynie narodowej 14 października 2018, w godzinach popołudniowych, ujawniając szczegóły swojej decyzji na konferencji prasowej 18 października tego samego roku, a jego obowiązki tymczasowo przejął jego asystent, Štefan Tarkovič. Ján Kozák jako główny powód podał brak możliwości pracy z drużyną w takich warunkach. Prezes SFZ, Ján Kováčik, powiedział, że piłkarze zostaną ukarani brakiem bonusów finansowych za wszelkie przyszłe powołania i występy w reprezentacji podczas następnej przerwy reprezentacyjnej.